# 54e (East Anglian) Infanteriedivisie

Insigne van het Britse 54e Infanteriedivisie

De 54e (East Anglian) Infanteriedivisie (Engels: 54th (East Anglian) Infantry Division) was een divisie van de British Army tijdens de Eerste Wereldoorlog en de Tweede Wereldoorlog.

## Geschiedenis
Tijdens de Eerste Wereldoorlog was de 54e (East Anglian) Divisie betrokken bij de Slag om Gallipoli en de Eerste slag om Gaza.
Tijdens de Tweede Wereldoorlog bleef de 54e (East Anglian) Divisie als een lokale verdedigingseenheid in Groot-Brittannië. Het werd op 14 december 1943 ontbonden en de eenheden over andere eenheden verdeeld. De eenheden waren als ondersteuningseenheden betrokken bij Operatie Overlord in juni 1944.

## Eenheden
De 54e (East Anglian) Divisie bestond uit de:
161e (Essex) Brigade
- 1/4th Battalion, The Essex Regiment
- 1/5th Battalion, The Essex Regiment
- 1/6th Battalion, The Essex Regiment
- 1/7th Battalion, The Essex Regiment

162e (East Midland) Brigade
- 1/5th Battalion, The Bedfordshire Regiment
- 1/4th Battalion, The Northamptonshire Regiment
- 1/10th (County of London) Battalion, The London Regiment
- 1/11th (County of London) Battalion, The London Regiment

163e (Norfolk and Suffolk) Brigade
- 1/4th Battalion, The Norfolk Regiment
- 1/5th Battalion, The Norfolk Regiment
- 1/5th Battalion, The Suffolk Regiment
- 1/8th (Princess Beatrice's Isle of Wight Rifles) Battalion, The Hampshire Regiment